# Claoxylon echinospermum
Claoxylon echinospermum är en törelväxtart som beskrevs av Johannes Müller Argoviensis. Claoxylon echinospermum ingår i släktet Claoxylon och familjen törelväxter.
Artens utbredningsområde är Fiji. Inga underarter finns listade i Catalogue of Life.